# Laze pri Predgradu
Laze pri Predgradu so naselje v občini Kočevje.